# Matrices gamma
 (août 2014).
 (août 2023).
La mise en forme du texte ne suit pas les recommandations de Wikipédia : il faut le « wikifier ».
Les points d'amélioration suivants sont les cas les plus fréquents. Le détail des points à revoir est peut-être précisé sur la page de discussion.
- Les titres sont pré-formatés par le logiciel. Ils ne sont ni en capitales, ni en gras.
- Le texte ne doit pas être écrit en capitales (les noms de famille non plus), ni en gras, ni en italique, ni en « petit »…
- Le gras n'est utilisé que pour surligner le titre de l'article dans l'introduction, une seule fois.
- L'italique est rarement utilisé : mots en langue étrangère, titres d'œuvres, noms de bateaux, etc.
- Les citations ne sont pas en italique mais en corps de texte normal. Elles sont entourées par des guillemets français : « et ».
- Les listes à puces sont à éviter, des paragraphes rédigés étant largement préférés. Les tableaux sont à réserver à la présentation de données structurées (résultats, etc.).
- Les appels de note de bas de page (petits chiffres en exposant, introduits par l'outil «  Source ») sont à placer entre la fin de phrase et le point final[comme ça].
- Les liens internes (vers d'autres articles de Wikipédia) sont à choisir avec parcimonie. Créez des liens vers des articles approfondissant le sujet. Les termes génériques sans rapport avec le sujet sont à éviter, ainsi que les répétitions de liens vers un même terme.
- Les liens externes sont à placer uniquement dans une section « Liens externes », à la fin de l'article. Ces liens sont à choisir avec parcimonie suivant les règles définies. Si un lien sert de source à l'article, son insertion dans le texte est à faire par les notes de bas de page.
- La présentation des références doit suivre les conventions bibliographiques. Il est recommandé d'utiliser les modèles {{Ouvrage}}, {{Chapitre}}, {{Article}}, {{Lien web}} et/ou {{Bibliographie}}. Le mode d'édition visuel peut mettre en forme automatiquement les références.
- Insérer une infobox (cadre d'informations à droite) n'est pas obligatoire pour parachever la mise en page.

Pour une aide détaillée, merci de consulter Aide:Wikification.
Si vous pensez que ces points ont été résolus, vous pouvez retirer ce bandeau et améliorer la mise en forme d'un autre article.
Les matrices gamma forment des ensembles de matrices conventionnelles respectant des relations de commutations spécifiques.

## Matrices de Pauli

### Matrices de Pauli au sens strict
En deux dimensions et avec la métrique euclidienne, cet ensemble de matrices s'identifie aux matrices de Pauli.
Elles sont définies comme l'ensemble des matrices complexes de dimensions 2 × 2 suivantes :
{\displaystyle \sigma _{1}={\begin{pmatrix}0&1\\1&0\end{pmatrix}}}
{\displaystyle \sigma _{2}={\begin{pmatrix}0&-\mathrm {i} \\\mathrm {i} &0\end{pmatrix}}}
{\displaystyle \sigma _{3}={\begin{pmatrix}1&0\\0&-1\end{pmatrix}}}
(où i est l’unité imaginaire des nombres complexes). Les matrices de Pauli sont les génératrices du groupe SU(2).

### Extension à la matrice sigma 0
Au sens large, il existe une 4e matrice gamma si on leur adjoint la matrice identité :
{\displaystyle \sigma _{0}={\begin{pmatrix}1&0\\0&1\end{pmatrix}}\,.}

## Matrices de Dirac
L'origine de ces matrices remonte aux tentatives de linéarisation par Dirac de l'équation de Klein-Gordon. Les matrices gamma sont en fait partie intégrante de l'équation de Dirac.

### Matrices gamma au sens strict
En notations contravariantes (voir Vecteur contravariant, covariant et covecteur), les matrices de Dirac, de dimension 4, sont constituées par l'ensemble {\displaystyle \{\gamma ^{0},\gamma ^{1},\gamma ^{2},\gamma ^{3}\}}. Lorsqu'on parle de matrices gamma sans autre précision, on fait référence à ces matrices de Dirac. 
D'une manière condensée on écrit cet ensemble comme suit :  {\displaystyle \{\gamma ^{\mu }\}} avec {\displaystyle \mu =0,1,2,3.}

### Extension à la matrice gamma 5
En notations contravariantes, on définit par commodité une matrice {\displaystyle \gamma ^{5}} en prenant le produit imaginaire des quatre matrices de Dirac comme suit :
{\displaystyle \gamma ^{5}:=\mathrm {i} \gamma ^{0}\gamma ^{1}\gamma ^{2}\gamma ^{3}=-{\frac {\mathrm {i} }{4!}}\varepsilon _{\mu \nu \rho \sigma }\gamma ^{\mu }\gamma ^{\nu }\gamma ^{\rho }\gamma ^{\sigma }}.
Bien que {\displaystyle \gamma ^{5}} utilise la lettre gamma, ce n'est pas l'une des matrices gamma au sens strict. Le numéro 5 lui a été attribué du temps où l'ancienne notation de {\displaystyle \gamma ^{0}} était "{\displaystyle \gamma ^{4}}".

### Intérêt de travailler avec des matrices gamma
En principe, une matrice complexe 4x4 contient 16 éléments ayant chacun une partie réelle et une partie imaginaire, donc 32 paramètres au total. On pourrait donc penser que toute matrice complexe 4x4 est une combinaison linéaire de 32 matrices indépendantes.
Toutefois la propriété d'herméticité exigée de ces matrices réduisent ces 32 paramètres à 16 combinaisons bilinéaires  {\displaystyle \Gamma } indépendantes permettant de former des scalaires de Lorentz de la forme {\displaystyle \langle {\overline {\psi }}\Gamma \psi \rangle } et de construire des lagrangiens mettant en jeu des fermions.
Voici deux manières équivalentes de présenter ces 16 éléments :
- première schématisation (dite de Pauli)

{\displaystyle {\begin{matrix}&&&&&I&&&&&\\&&\gamma ^{1}&&\gamma ^{2}&&\gamma ^{3}&&\gamma ^{0}&&\\\mathrm {i} \gamma ^{2}\gamma ^{3}&&\mathrm {i} \gamma ^{3}\gamma ^{1}&&\mathrm {i} \gamma ^{1}\gamma ^{2}&&\mathrm {i} \gamma ^{1}\gamma ^{0}&&\mathrm {i} \gamma ^{2}\gamma ^{0}&&\mathrm {i} \gamma ^{3}\gamma ^{0}\\&&\mathrm {i} \gamma ^{1}\gamma ^{2}\gamma ^{3}&&\mathrm {i} \gamma ^{1}\gamma ^{2}\gamma ^{0}&&\mathrm {i} \gamma ^{3}\gamma ^{1}\gamma ^{0}&&\mathrm {i} \gamma ^{2}\gamma ^{3}\gamma ^{0}\\&&&&&\gamma ^{1}\gamma ^{2}\gamma ^{3}\gamma ^{0}&&&&&\\\end{matrix}}}
Les différentes lignes de ce tableau peuvent être désignées comme suit : I, {\displaystyle \gamma ^{\mu },\gamma ^{[\mu \nu ]},\gamma ^{[\mu \nu \rho ]}\quad et\quad \gamma ^{5}.}
 (voir le point "utilisation du symbole de Levi-Civita" pour plus de détails sur les crochets d'antisymétrisation)

- Deuxième schématisation

{\displaystyle {\begin{matrix}&&&&&I&&&&&\\&&\gamma ^{1}&&\gamma ^{2}&&\gamma ^{3}&&\gamma ^{0}&&\\S^{01}&&S^{02}&&S^{03}&&S^{12}&&S^{13}&&S^{23}\\&&\gamma ^{0}\gamma ^{5}&&\gamma ^{1}\gamma ^{5}&&\gamma ^{2}\gamma ^{5}&&\gamma ^{3}\gamma ^{5}\\&&&&&\gamma ^{0}\gamma ^{1}\gamma ^{2}\gamma ^{3}&&&&&\\\end{matrix}}}
On peut démontrer l'indépendance des éléments I, {\displaystyle \gamma ^{\mu },S^{\mu \nu },\gamma ^{\mu }\gamma ^{5}et\gamma ^{5}}.
Les matrices {\displaystyle \quad S^{ij}} sont définies supra.

## Technologie des matrices gamma

### Représentations des matrices gamma
Les matrices gamma font l'objet de plusieurs représentations. La plus immédiate est la représentation de Paul Dirac (appelée aussi la « représentation standard »).
Par la suite d'autres représentations ont été élaborées à partir de celle de Dirac.
Ainsi celle de Hermann Weyl s'obtient en effectuant une transformation unitaire à partir de celle de Dirac.
{\displaystyle \gamma _{\text{Weyl}}^{\mu }=U\,\gamma _{\text{Dirac}}^{\mu }U^{-1}{\text{ avec }}U={\frac {1}{\sqrt {2}}}{\begin{pmatrix}1&1\\-1&1\end{pmatrix}},\ U^{-1}=U^{\dagger }={\frac {1}{\sqrt {2}}}{\begin{pmatrix}1&-1\\1&1\end{pmatrix}}\,}, où {\displaystyle 1{\text{ et }}-1} sont des matrices identité (2x2).
Quant à la représentation de Ettore Majorana, elle est obtenue à partir de la « représentation standard » à l'aide de la matrice unitaire {\displaystyle U} suivante :
{\displaystyle U={\frac {1}{\sqrt {2}}}(\gamma _{D}^{0}\gamma _{D}^{2}+\gamma _{D}^{0})\,.}
Cette représentation de Majorana a la propriété intéressante que toutes les matrices {\displaystyle \gamma ^{\mu }} sont imaginaires pures, ce qui rend les calculs commodes quand on considère les opérateurs de conjugaison de charge et de parité.
| Dirac (D) | Weyl (W) | Majorana (M) |
| {\displaystyle \gamma _{D}^{0}={\begin{pmatrix}1&0&0&0\\0&1&0&0\\0&0&-1&0\\0&0&0&-1\end{pmatrix}}}                                             | {\displaystyle \gamma _{W}^{0}={\begin{pmatrix}0&0&1&0\\0&0&0&1\\1&0&0&0\\0&1&0&0\end{pmatrix}}}                                               | {\displaystyle \gamma _{M}^{0}={\begin{pmatrix}0&0&0&-\mathrm {i} \\0&0&\mathrm {i} &0\\0&-\mathrm {i} &0&0\\\mathrm {i} &0&0&0\end{pmatrix}}}   |
| {\displaystyle \gamma _{D}^{1}={\begin{pmatrix}0&0&0&1\\0&0&1&0\\0&-1&0&0\\-1&0&0&0\end{pmatrix}}}                                             | {\displaystyle \gamma _{W}^{1}={\begin{pmatrix}0&0&0&1\\0&0&1&0\\0&-1&0&0\\-1&0&0&0\end{pmatrix}}}                                             | {\displaystyle \gamma _{M}^{1}={\begin{pmatrix}\mathrm {i} &0&0&0\\0&-\mathrm {i} &0&0\\0&0&\mathrm {i} &0\\0&0&0&-\mathrm {i} \end{pmatrix}}}   |
| {\displaystyle \gamma _{D}^{2}={\begin{pmatrix}0&0&0&-\mathrm {i} \\0&0&\mathrm {i} &0\\0&\mathrm {i} &0&0\\-\mathrm {i} &0&0&0\end{pmatrix}}} | {\displaystyle \gamma _{W}^{2}={\begin{pmatrix}0&0&0&-\mathrm {i} \\0&0&\mathrm {i} &0\\0&\mathrm {i} &0&0\\-\mathrm {i} &0&0&0\end{pmatrix}}} | {\displaystyle \gamma _{M}^{2}={\begin{pmatrix}0&0&0&\mathrm {i} \\0&0&-\mathrm {i} &0\\0&-\mathrm {i} &0&0\\\mathrm {i} &0&0&0\end{pmatrix}}}   |
| {\displaystyle \gamma _{D}^{3}={\begin{pmatrix}0&0&1&0\\0&0&0&-1\\-1&0&0&0\\0&1&0&0\end{pmatrix}}}                                             | {\displaystyle \gamma _{W}^{3}={\begin{pmatrix}0&0&1&0\\0&0&0&-1\\-1&0&0&0\\0&1&0&0\end{pmatrix}}}                                             | {\displaystyle \gamma _{M}^{3}={\begin{pmatrix}0&-\mathrm {i} &0&0\\-\mathrm {i} &0&0&0\\0&0&0&-\mathrm {i} \\0&0&-\mathrm {i} &0\end{pmatrix}}} |
| {\displaystyle \gamma _{D}^{5}={\begin{pmatrix}0&0&1&0\\0&0&0&1\\1&0&0&0\\0&1&0&0\end{pmatrix}}}                                               | {\displaystyle \gamma _{W}^{5}={\begin{pmatrix}-1&0&0&0\\0&-1&0&0\\0&0&1&0\\0&0&0&1\end{pmatrix}}}                                             | {\displaystyle \gamma _{M}^{5}={\begin{pmatrix}0&-\mathrm {i} &0&0\\\mathrm {i} &0&0&0\\0&0&0&\mathrm {i} \\0&0&-\mathrm {i} &0\end{pmatrix}}}   |

On peut facilement voir à l'examen du tableau comparatif ci-dessus que la représentation de Weyl n'est autre que celle de Dirac où l'on a permuté (anticommuté) les matrices {\displaystyle \gamma ^{0}} et {\displaystyle \gamma ^{5}}.

### Antisymétrie du produit de deux matrices gamma
On constate aisément que quand {\displaystyle \mu } et {\displaystyle \nu } sont distincts on a
{\displaystyle \gamma ^{\mu }\gamma ^{\nu }=-\gamma ^{\nu }\gamma ^{\mu }}

Exemple (en représentation de Dirac)
Montrons que {\displaystyle \gamma ^{1}\gamma ^{2}=-\gamma ^{2}\gamma ^{1}}
Ainsi 

{\displaystyle \gamma ^{1}\gamma ^{2}={\begin{pmatrix}0&0&0&1\\0&0&1&0\\0&-1&0&0\\-1&0&0&0\end{pmatrix}}{\begin{pmatrix}0&0&0&-\mathrm {i} \\0&0&\mathrm {i} &0\\0&\mathrm {i} &0&0\\-\mathrm {i} &0&0&0\end{pmatrix}}={\begin{pmatrix}-\mathrm {i} &0&0&0\\0&\mathrm {i} &0&0\\0&0&-\mathrm {i} &0\\0&0&0&\mathrm {i} \end{pmatrix}}}
Alors que

{\displaystyle \gamma ^{2}\gamma ^{1}={\begin{pmatrix}0&0&0&-\mathrm {i} \\0&0&\mathrm {i} &0\\0&\mathrm {i} &0&0\\-\mathrm {i} &0&0&0\end{pmatrix}}{\begin{pmatrix}0&0&0&1\\0&0&1&0\\0&-1&0&0\\-1&0&0&0\end{pmatrix}}={\begin{pmatrix}\mathrm {i} &0&0&0\\0&-\mathrm {i} &0&0\\0&0&\mathrm {i} &0\\0&0&0&-\mathrm {i} \end{pmatrix}}}

### Relations d'anticommutation
On va maintenant généraliser l'exemple ci-dessus et le couler dans la relation d'anticommutation standard, relation vraiment fondamentale car c'est sur elle que l'algèbre de Clifford a été développée.
- {\displaystyle \displaystyle \{\gamma ^{\mu },\gamma ^{\nu }\}=\gamma ^{\mu }\gamma ^{\nu }+\gamma ^{\nu }\gamma ^{\mu }=2g^{\mu \nu }I_{4}}

où {\displaystyle \{,\}} est le symbole de l'anticommutateur

{\displaystyle g^{\mu \nu }\,=g_{\mu \nu }\,} est le tenseur fondamental ici défini au moyen de la métrique de Minkowski par

{\displaystyle g^{00}=1\,}

{\displaystyle g^{11}=g^{22}=g^{33}=-1\,}

{\displaystyle g^{\mu \nu }=0\,} pour {\displaystyle \mu \,} ≠ {\displaystyle \nu \,}
et {\displaystyle \ I_{4}\,} est la matrice identité 4x4. (le plus souvent omise)

Remarques
1. Par la suite, la relation standard d'anticommutation sera simplement appelée relation d'anticommutation.
2. Comme {\displaystyle \nu } est un indice muet on peut le remplacer dans l'expression ci-dessus par {\displaystyle \sigma }.

Il vient :
{\displaystyle \displaystyle \ \gamma ^{\mu }\gamma ^{\sigma }+\gamma ^{\sigma }\gamma ^{\mu }=2g^{\mu \sigma }I_{4}}
Si on multiplie les 2 membres de cette égalité par le tenseur {\displaystyle g_{\nu \sigma }} on obtient 
{\displaystyle \displaystyle \ g_{\nu \sigma }(\gamma ^{\mu }\gamma ^{\sigma }+\gamma ^{\sigma }\gamma ^{\mu })=2g_{\nu \sigma }g^{\mu \sigma }I_{4}}
Comme {\displaystyle g_{\nu \sigma }} est un nombre on peut le permuter avec une matrice de sorte que l'expression peut être développée comme suit:
{\displaystyle \displaystyle \ g_{\nu \sigma }(\gamma ^{\mu }\gamma ^{\sigma }+\gamma ^{\sigma }\gamma ^{\mu })=\gamma ^{\mu }g_{\nu \sigma }\gamma ^{\sigma }+g_{\nu \sigma }\gamma ^{\sigma }\gamma ^{\mu }=2g_{\nu \sigma }g^{\mu \sigma }I_{4}}
Si on observe que {\displaystyle g^{\mu \sigma }=g^{\sigma \mu }} et qu'on modifie dans ce sens le membre de droite
{\displaystyle \displaystyle \ g_{\nu \sigma }(\gamma ^{\mu }\gamma ^{\sigma }+\gamma ^{\sigma }\gamma ^{\mu })=\gamma ^{\mu }g_{\nu \sigma }\gamma ^{\sigma }+g_{\nu \sigma }\gamma ^{\sigma }\gamma ^{\mu }=2g_{\nu \sigma }g^{\sigma \mu }I_{4}}
On est alors prêts pour appliquer la règle de contraction des indices de sorte d'obtenir
{\displaystyle \displaystyle \ \gamma ^{\mu }\gamma _{\nu }+\gamma _{\nu }\gamma ^{\mu }=2g_{\nu }^{\mu }I_{4}}
{\displaystyle \displaystyle \{\gamma ^{\mu },\gamma ^{5}\}=\gamma ^{\mu }\gamma ^{5}+\gamma ^{5}\gamma ^{\mu }=0}
ou encore {\displaystyle \gamma ^{\mu }\gamma ^{5}=-\gamma ^{5}\gamma ^{\mu }}

Sur cette égalité, dont en guise de démonstration et pour reprendre les termes de W. Pauli, on ne montre ci-dessous qu'une spécialisation numérique, on peut voir que la propriété d'antisymétrie des produits de matrices {\displaystyle \gamma ^{\mu }} est aussi de mise avec une matrice {\displaystyle \gamma ^{5}}.

Spécialisation numérique
On montre dans la représentation de Dirac que {\displaystyle \gamma ^{0}\gamma ^{5}+\gamma ^{5}\gamma ^{0}=0.}
Ainsi
{\displaystyle \gamma ^{0}\gamma ^{5}=}
{\displaystyle {\begin{pmatrix}1&0&0&0\\0&1&0&0\\0&0&-1&0\\0&0&0&-1\end{pmatrix}}{\begin{pmatrix}0&0&1&0\\0&0&0&1\\1&0&0&0\\0&1&0&0\end{pmatrix}}=}
{\displaystyle {\begin{pmatrix}0&0&1&0\\0&0&0&1\\-1&0&0&0\\0&-1&0&0\end{pmatrix}}}

et
{\displaystyle \gamma ^{5}\gamma ^{0}=}
{\displaystyle {\begin{pmatrix}0&0&1&0\\0&0&0&1\\1&0&0&0\\0&1&0&0\end{pmatrix}}}
{\displaystyle {\begin{pmatrix}1&0&0&0\\0&1&0&0\\0&0&-1&0\\0&0&0&-1\end{pmatrix}}=}
{\displaystyle {\begin{pmatrix}0&0&-1&0\\0&0&0&-1\\1&0&0&0\\0&1&0&0\end{pmatrix}}}
La somme donne bien la matrice nulle.

### Relations de commutation
En notant le commutateur par le symbole {\displaystyle [,]}, on définit couramment deux matrices d'usage pratique :
{\displaystyle \sigma ^{\mu \nu }={\frac {\mathrm {i} }{2}}[\gamma ^{\mu },\gamma ^{\nu }]={\frac {\mathrm {i} }{2}}(\gamma ^{\mu }\gamma ^{\nu }-\gamma ^{\nu }\gamma ^{\mu })}
{\displaystyle S^{\mu \nu }={\frac {\mathrm {i} }{4}}[\gamma ^{\mu },\gamma ^{\nu }]={\frac {\mathrm {i} }{4}}(\gamma ^{\mu }\gamma ^{\nu }-\gamma ^{\nu }\gamma ^{\mu })}
où les matrices {\displaystyle S^{\mu \nu }} sont appelées les matrices de spin.
À noter les quatre relations de commutation :
{\displaystyle \left[S^{\nu \mu },S^{\lambda \rho }\right]=\mathrm {i} (g^{\lambda \mu }S^{\nu \rho }-g^{\lambda \nu }S^{\mu \rho }+g^{\rho \mu }S^{\lambda \nu }-g^{\rho \nu }S^{\lambda \mu })}
- {\displaystyle \left[\sigma ^{\mu \nu },\sigma ^{\alpha \beta }\right]=2\mathrm {i} (g^{\mu \beta }\sigma ^{\nu \alpha }+g^{\nu \alpha }\sigma ^{\mu \beta }-g^{\mu \alpha }\sigma ^{\nu \beta }-g^{\nu \beta }\sigma ^{\mu \alpha })}

- {\displaystyle \left[\gamma ^{5},\sigma ^{\mu \nu }\right]=0}

- {\displaystyle \left[\gamma ^{5},S^{\mu \nu }\right]=0}

### Identités

#### Identités propres
Les matrices gamma font l'objet de propriétés d'hermiticité telles que les relations d'anticommutation soient respectées.
| Num | Identité propre |
| --- | --- |
| 1   | {\displaystyle \displaystyle \gamma _{0}=\gamma ^{0}}                                                                                 |
| 2   | {\displaystyle \displaystyle (\gamma ^{0})^{2}=I_{4}}                                                                                 |
| 3   | {\displaystyle \displaystyle \gamma _{i}=-\gamma ^{i}\quad \mathrm {pour} \quad i=1,2,3}                                              |
| 4   | {\displaystyle \displaystyle (\gamma ^{i})^{2}=-I_{4}\quad \mathrm {pour} \quad i=1,2,3}                                              |
| 5   | {\displaystyle \displaystyle \gamma _{5}=\gamma ^{5}=-\mathrm {i} \gamma _{0}\gamma _{1}\gamma _{2}\gamma _{3}}                       |
| 6   | {\displaystyle \displaystyle (\gamma ^{5})^{2}=I_{4}}                                                                                 |
| 7   | {\displaystyle \displaystyle (\gamma ^{0})^{\dagger }=\gamma ^{0}}                                                                    |
| 8   | {\displaystyle \displaystyle (\gamma ^{i})^{\dagger }=-\gamma ^{i}\quad \mathrm {pour} \quad i=1,2,3}                                 |
| 9   | {\displaystyle \displaystyle (\gamma ^{\mu })^{\dagger }=\gamma ^{0}\gamma ^{\mu }\gamma ^{0}\quad \mathrm {pour} \quad \mu =0,1,2,3} |
| 10  | {\displaystyle \displaystyle \sigma ^{\mu \nu }=-\sigma ^{\nu \mu }}                                                                  |

#### Identités utiles
Les identités qui suivent découlent des relations fondamentales d'anticommutation ainsi que des identités propres, de sorte qu'elles sont valables dans n'importe quelle base ou représentation.

##### Identités de contractions
| Num | Identité de contraction |
| --- | --- |
| 1   | {\displaystyle \displaystyle \gamma ^{\mu }\gamma _{\mu }=4I_{4}}                                                                                         |
| 2   | {\displaystyle \displaystyle \gamma ^{\mu }\gamma ^{\nu }\gamma _{\mu }=-2\gamma ^{\nu }}                                                                 |
| 3   | {\displaystyle \displaystyle \gamma ^{\mu }\gamma ^{\nu }\gamma ^{\rho }\gamma _{\mu }=4g^{\nu \rho }I_{4}}                                               |
| 4   | {\displaystyle \displaystyle \gamma ^{\mu }\gamma ^{\nu }\gamma ^{\rho }\gamma ^{\sigma }\gamma _{\mu }=-2\gamma ^{\sigma }\gamma ^{\rho }\gamma ^{\nu }} |

##### Identités de produits de matrices différentes
| Num | Identité de produit |
| 1   | {\displaystyle \displaystyle \gamma ^{\mu }\gamma ^{\nu }=g^{\mu \nu }-\mathrm {i} \sigma ^{\mu \nu }} |
| 2   | {\displaystyle \displaystyle \gamma ^{\mu }\gamma ^{\nu }\gamma ^{\rho }=g^{\mu \nu }\gamma ^{\rho }+g^{\nu \rho }\gamma ^{\mu }-g^{\mu \rho }\gamma ^{\nu }-\mathrm {i} \epsilon ^{\sigma \mu \nu \rho }\gamma _{\sigma }\gamma ^{5}} |
| 3   | {\displaystyle \displaystyle \gamma ^{\mu }\gamma ^{\nu }\gamma ^{\rho }=2\gamma ^{\mu }g^{\nu \rho }+2\gamma ^{\rho }g^{\mu \nu }-2\gamma ^{\nu }g^{\mu \rho }-\gamma ^{\nu }\gamma ^{\mu }\gamma ^{\rho }}                           |

##### Identités d'antisymétrisation
Les trois premières identités ci-dessous sont en fait des définitions indépendantes les unes des autres, aucune d'entre elles ne se déduisant des deux autres.
| Num | Identité d'antisymétrisation |
| --- | --- |
| 1   | {\displaystyle \displaystyle \gamma ^{[\mu }\gamma ^{\nu ]}={\frac {1}{2}}(\gamma ^{\mu }\gamma ^{\nu }-\gamma ^{\nu }\gamma ^{\mu })} |
| 2   | {\displaystyle \displaystyle \gamma ^{[\mu }\gamma ^{\nu }\gamma ^{\rho ]}={\frac {1}{6}}(\gamma ^{\mu }\gamma ^{\nu }\gamma ^{\rho }+\gamma ^{\rho }\gamma ^{\mu }\gamma ^{\nu }+\gamma ^{\nu }\gamma ^{\rho }\gamma ^{\mu }-\gamma ^{\mu }\gamma ^{\rho }\gamma ^{\nu }-\gamma ^{\nu }\gamma ^{\mu }\gamma ^{\rho }-\gamma ^{\rho }\gamma ^{\nu }\gamma ^{\mu })} |
| 3   | {\displaystyle \displaystyle \gamma ^{[\mu \|}\gamma ^{\nu }\gamma ^{\|\rho ]}={\frac {1}{2}}(\gamma ^{\mu }\gamma ^{\nu }\gamma ^{\rho }-\gamma ^{\rho }\gamma ^{\nu }\gamma ^{\mu })} |

Remarques
- L'identité no 1 définit tout simplement la notion de crochets d'antisymétrisation complète.
- L'identité no 2 recèle en positif les permutations paires et en négatif les permutations impaires.
- L'identité no 3 illustre la notion de crochets d'antisymétrisation partielle.

##### Identités de traces
Les identités de trace sont particulièrement utiles lors de la résolution des diagrammes de Feynman en physique des particules.
Pour prouver ces identités on fera appel à trois propriétés de l'opérateur trace :
- Additivité : tr(A + B) = tr(A) + tr(B)
- Linéarité : tr(rA) = r tr(A)
- Cyclicité : tr(ABC) = tr(CAB) = tr(BCA)

ainsi qu'à celles du symbole de Levi-Civita (voir le point "extension à la matrice {\displaystyle \gamma ^{5}\,}" ).
| Num | Identité de trace |
| --- | --- |
| 1   | {\displaystyle \operatorname {tr} (\gamma ^{\mu })=0} |
| 2   | La trace de tout produit d'un nombre impair de {\displaystyle \gamma ^{\mu }} est nulle. |
| 3   | La trace du produit de {\displaystyle \gamma ^{5}} par un nombre impair de {\displaystyle \gamma ^{\mu }} est aussi nulle. |
| 4   | {\displaystyle \operatorname {tr} (\gamma ^{\mu }\gamma ^{\nu })=4g^{\mu \nu }} |
| 5   | {\displaystyle \operatorname {tr} (\gamma ^{\mu }\gamma ^{\nu }\gamma ^{\rho }\gamma ^{\sigma })=4(g^{\mu \nu }g^{\rho \sigma }-g^{\mu \rho }g^{\nu \sigma }+g^{\mu \sigma }g^{\nu \rho })} |
| 6   | {\displaystyle {\begin{aligned}\operatorname {tr} (\gamma ^{\mu }\gamma ^{\nu }\gamma ^{\rho }\gamma ^{\sigma }\gamma ^{\delta }\gamma ^{\lambda })=&4g^{\mu \nu }\left(g^{\rho \sigma }g^{\delta \lambda }-g^{\rho \delta }g^{\sigma \lambda }+g^{\rho \lambda }g^{\sigma \delta }\right)-\,4g^{\mu \rho }\left(g^{\nu \sigma }g^{\delta \lambda }-g^{\nu \delta }g^{\sigma \lambda }+g^{\nu \lambda }g^{\sigma \delta }\right)\\&+4g^{\mu \sigma }\left(g^{\nu \rho }g^{\delta \lambda }-g^{\nu \delta }g^{\rho \lambda }+g^{\nu \lambda }g^{\rho \delta }\right)-4g^{\mu \delta }\left(g^{\nu \rho }g^{\sigma \lambda }-g^{\nu \sigma }g^{\rho \lambda }+g^{\nu \lambda }g^{\rho \sigma }\right)\\&-4g^{\mu \lambda }\left(g^{\nu \rho }g^{\sigma \delta }-g^{\nu \sigma }g^{\rho \delta }+g^{\nu \delta }g^{\rho \sigma }\right)\end{aligned}}} |
| 7   | {\displaystyle \operatorname {tr} (\gamma ^{5})=0} |
| 8   | {\displaystyle \operatorname {tr} (\gamma ^{\mu }\gamma ^{\nu }\gamma ^{5})=\operatorname {tr} (\gamma ^{5}\gamma ^{\mu }\gamma ^{\nu })=0} |
| 9   | {\displaystyle \operatorname {tr} (\gamma ^{\mu }\gamma ^{\nu }\gamma ^{\rho }\gamma ^{\sigma }\gamma ^{5})=-4\mathrm {i} \epsilon ^{\mu \nu \rho \sigma }} |
| 10  | {\displaystyle \operatorname {tr} (\gamma ^{\mu 1}\dots \gamma ^{\mu n})=\operatorname {tr} (\gamma ^{\mu n}\dots \gamma ^{\mu 1})} |

##### Identités de Chisholm
Ces remarquables identités ont permis la mise au point d'algorithmes très puissants visant à simplifier les calculs de produits ou de traces impliquant un grand nombre de matrices gamma.
On note ici
- {\displaystyle \displaystyle S^{({\textrm {impair}})}=\gamma ^{\nu \lambda _{1}}\dots \gamma ^{\nu \lambda _{2k+1}}}, un produit d'un nombre impair de matrices gamma
- {\displaystyle \displaystyle S^{({\textrm {pair}})}=\gamma ^{\nu \lambda _{1}}\dots \gamma ^{\nu \lambda _{2k}}}, un produit d'un nombre pair de matrices gamma
- L'indice R signifie que l'on prend le produit de matrices gamma dans l'ordre inverse.

Ainsi :
- {\displaystyle S_{R}^{({\textrm {impair}})}=\gamma ^{\nu \lambda _{2k+1}}\gamma ^{\nu \lambda _{2k}}\dots \gamma ^{\nu \lambda _{1}}}
- {\displaystyle S_{R}^{({\textrm {pair}})}=\gamma ^{\nu \lambda _{2k}}\dots \gamma ^{\nu \lambda _{1}}}
- Le prime dans {\displaystyle \displaystyle S_{R}^{'(impair)}} est là pour attirer l'attention sur le fait que le nombre pair de matrices gamma est obtenu en multipliant un nombre de matrices impair par une seule matrice gamma de sorte que {\displaystyle S_{R}^{({\textrm {pair}})}=\gamma ^{\lambda }S_{R}^{'({\textrm {impair}})}\,.}

| Num | Identité de Chisholm |
| --- | --- |
| 1   | {\displaystyle \displaystyle \gamma ^{\mu }S^{({\textrm {impair}})}\gamma _{\mu }=-2S_{R}^{({\textrm {impair}})}} |
| 2   | {\displaystyle \displaystyle \gamma ^{\mu }S^{(pair)}\gamma _{\mu }=\gamma ^{\mu }\gamma ^{\lambda }S_{R}^{'({\textrm {impair}})}\gamma _{\mu }=2\gamma ^{\lambda }(S_{R}^{'({\textrm {impair}})})+2(S_{R}^{'({\textrm {impair}})})\gamma ^{\lambda }} |
| 3   | {\displaystyle \displaystyle \gamma _{\mu }\operatorname {tr} (\gamma _{\mu }S^{(impair)})=2(S^{({\textrm {impair}})}+S_{R}^{({\textrm {impair}})})}                                                                                                   |